# Beach, North Dakota
Beach är administrativ huvudort i Golden Valley County i North Dakota. Orten har fått sitt namn efter militären Warren C. Beach. Enligt 2010 års folkräkning hade Beach 1 019 invånare.